# Église de Törnävä
L'église de Törnävä (finnois : Törnävän kirkko) est une église luthérienne  située dans le quartier de Törnävä à Seinäjoki en Finlande.

## Présentation
L'orgue à 21 jeux est fabriqué en 1968 par Hans Heinrich.
Le retable peint en 1877 par Alexandra Frosterus-Såltin est intitulé Jésus au Getsemani.

## Galerie

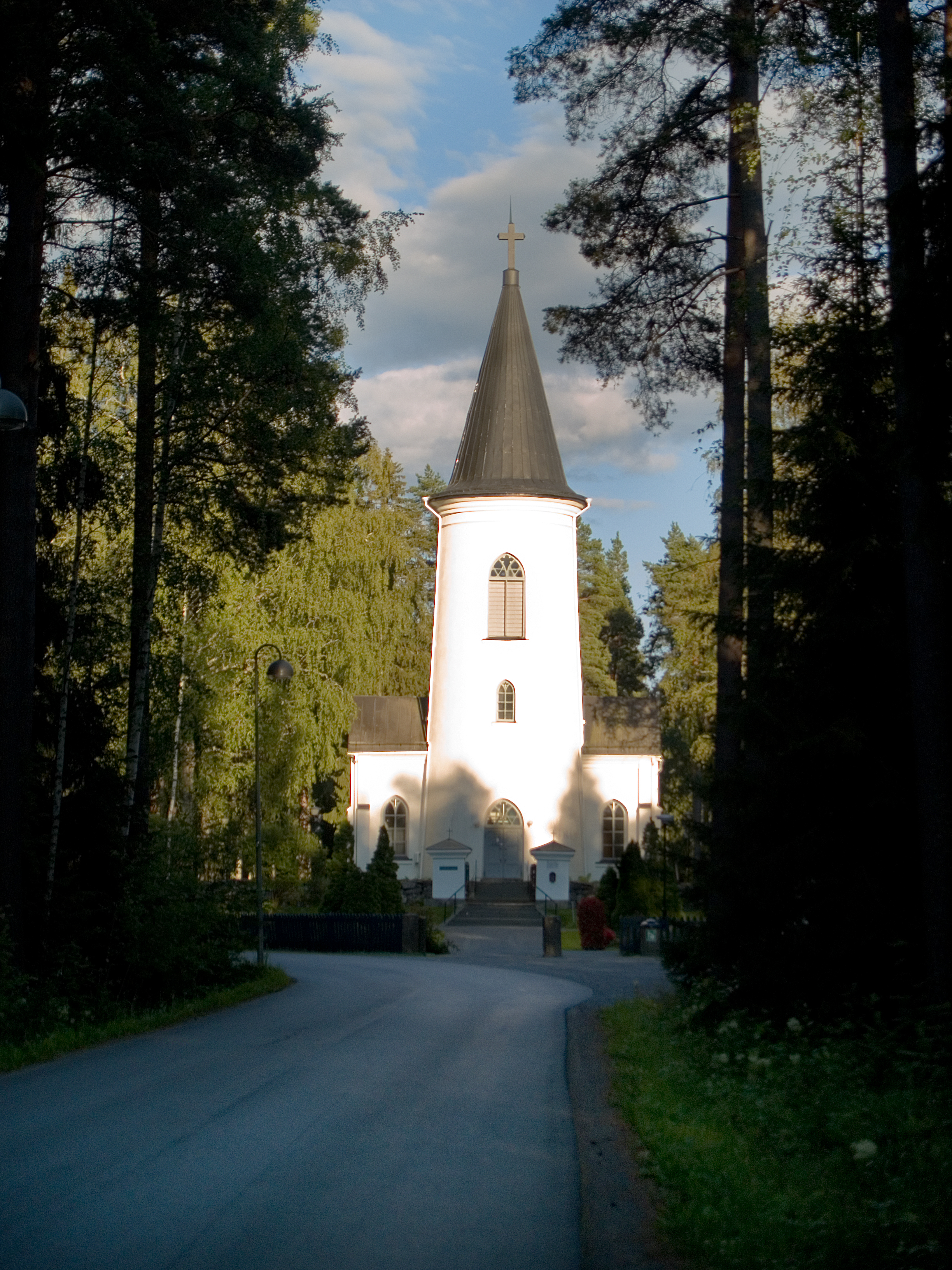
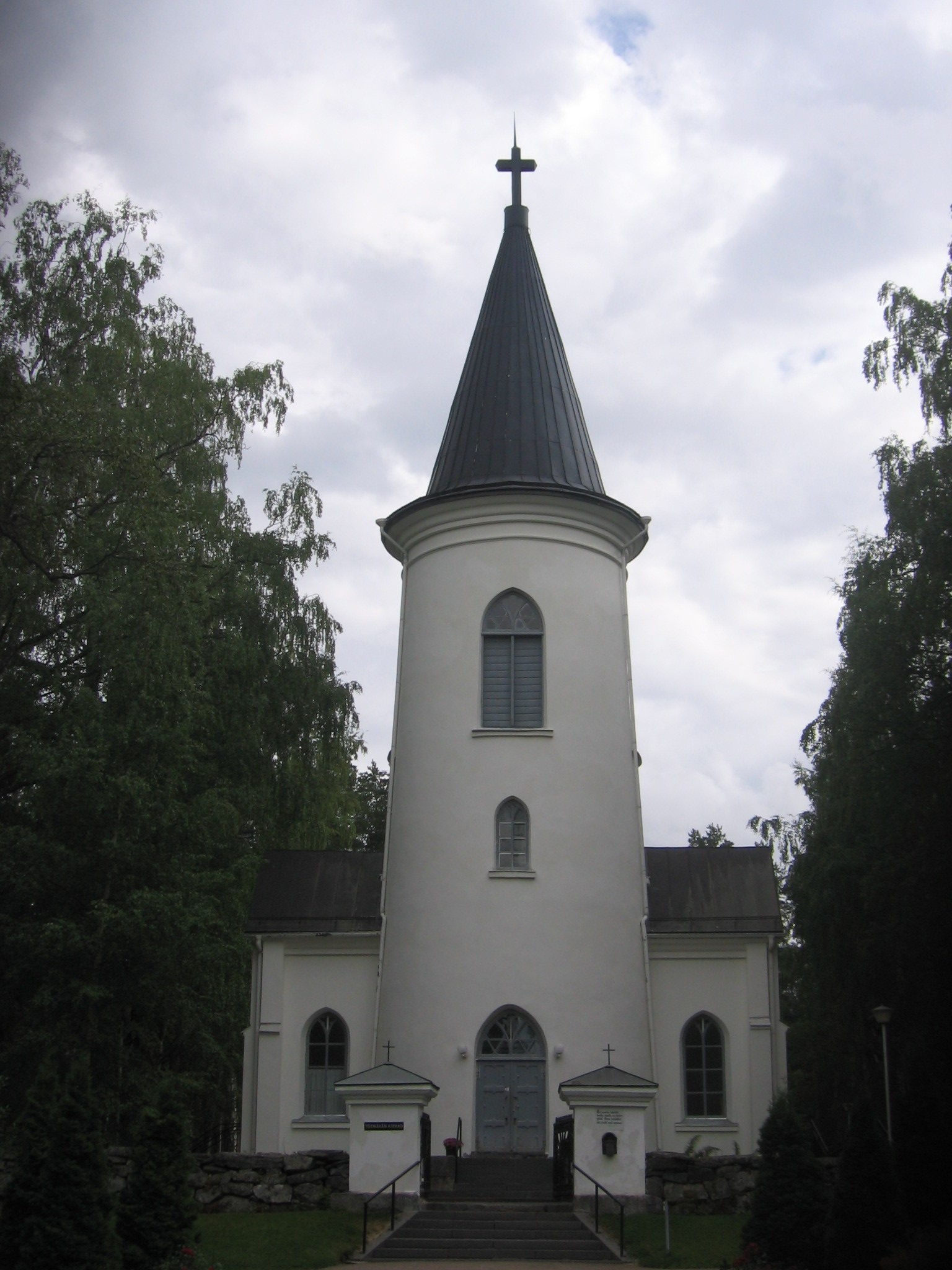